# HMS Dreadnought (1801)
El HMS Dreadnought fue un navío de línea británico de 3 puentes y 98 cañones de la clase Neptune construido en los astilleros de la Royal Navy en Portsmouth entre 1788 y 1801. Fue el primer barco de guerra botado después del Acta de Unión de 1800 por el que se creó el Reino Unido de Gran Bretaña e Irlanda.

## Actuación en laRoyal Navy
Con un dilatado periodo de construcción, el HMS Dreadnought fue botado en la mañana del sábado 13 de junio de 1801 en el puerto de Portsmouth. Al acto ceremonial acudieron más de diez mil personas según las crónicas de aquel día. El encargado de "bautizar" al navío, con la ruptura de una botella de vino sobre el casco, fue el comisionado Sir Charles Saxton.
Su primer comandante fue el capitán James Vashon. Después de navegar durante un tiempo con la Flota del Canal, estuvo destinada a la flota británica de Gibraltar, realizando misiones de reconocimiento y vigilancia desde la costa de Cádiz hasta la isla de Menorca, situación que se mantuvo hasta el verano de 1802. En 1803, el capitán Edward Brace tomó el mando brevemente, hasta que fue relevado ese mismo año por el también capitán John Child Purvis.
Purvis sirvió bajo las órdenes del almirante Cornwallis hasta que fue ascendido a contraalmirante en abril de 1804. Al abandonar el HMS Dreadnought por un nuevo destino, fue relevado por diversos capitanes, ya que ninguno estuvo al frente del navío más que unos meses. Desde abril hasta agosto de ese año 1804 el capitán fue Robert Carthew Reynolds, quien fue sucedido por George Reynolds, y este, a su vez, fue reemplazado en diciembre de ese año por Edward Rotheram, quien permanecería como capitán del navío y como capitán de bandera del almirante Cuthbert Collingwood hasta justo antes de la batalla de Trafalgar.
Durante el mando de Rotheram, el HMS Dreadnought fue uno de los navíos que la Royal Navy había comisionado para mantener el bloqueo del puerto francés de Tolón. Pero el clima invernal de la costa francesa dañó gravemente a cinco de los principales buques de guerra que mantienen el bloqueo, entre ellos al Dreadnought, que sufrió diversos daños en el casco y en los aparejos.
Cuando la flota francesa partió desde Tolón, Collingwood fue designado al mando de un escuadrón, con órdenes de perseguirlos. Las flotas combinadas de Francia y España, después de navegar hacia las Indias Occidentales, regresaron a Cádiz. En el camino de regreso encontraron el pequeño escuadrón de Collingwood en las afueras de esta ciudad. Collingwood solo tenía tres naves, entre ellas el HMS Dreadnought, pero logró evitar la persecución, aunque fue perseguido por dieciséis buques. Antes que la mitad de la fuerza del enemigo hubiera logrado entrar en el puerto Collingwood reanudó el bloqueo, valiéndose de señales falsas para encubrir el pequeño tamaño de su escuadrón. Poco tiempo después se le sumó Horatio Nelson esperando tentar a la flota combinada hacia una batalla.
A Rotheram le sucedió el capitán John Conn, que asumió la responsabilidad de dirigir al HMS Dreadnought en la jornada del 21 de octubre de 1805 en la batalla de Trafalgar. El navío formó en la escuadra de Collingwood, que era la división de sotavento, en el octavo puesto del orden establecido. El gran enfrentamiento de aquella jornada lo tuvo con el navío español San Juan Nepomuceno, mandado por el guipuzcoano Cosme Damián Churruca. Herido mortalmente, Churruca había prohibido a sus oficiales rendir el barco y ordenó que continuaran atacando hasta no quedar ningún oficial con vida. Tan solo al final de la propia batalla, con más de 400 muertos, el último oficial con vida de la nave ordenó arriar la bandera blanca y rendirse a los británicos, después de un enconado enfrentamiento con el Dreadnought, el Defiance y el Tonnant. Luego intentó lograr la rendición, sin éxito, del también español Príncipe de Asturias, que acabó refugiándose en Cádiz remolcado.
Con 725 hombres a bordo, en el balance de la batalla el HMS Dreadnought se cobró 7 muertos y 26 heridos.
Después de la batalla, el barco participó en el bloqueo de Cádiz. Junto al HMS Thunderer, el 25 de noviembre de 1805, captura al barco Nemesis, con bandera de la República de Ragusa, que navegaba desde la Isla de Francia (actual Isla Mauricio) hasta Livorno (Italia), con un cargamento de especias, índigo y otros productos.
Tras estas acciones, el HMS Dreadnought regresó al canal de la Mancha, región en la que continuó patrullando, así como el mar Báltico, durante los siguientes siete años.
Acabó sus días en activo en 1812. En 1827, se convirtió en un lazareto (o buque de cuarentena) destinado en el puerto de Milford on Sea. Posteriormente, se convirtió en un barco hospital, utilizado por la organización Seamen's Hospital Society, entre los años 1831 y 1857, año en que se procedió a su venta y posterior desguace.